# Минбурн (Ајова)
Минбурн (енгл. Minburn) град је у америчкој савезној држави Ајова. По попису становништва из 2010. у њему је живело 365 становника.

## Демографија
Према попису становништва из 2010. у граду је живело 365 становника, што је -26 (-6.6%) становника више него 2000. године.
| Група             | 2000.       | 2010.       |
| Белци             | 385 (98,5%) | 355 (97,3%) |
| Афроамериканци    | 0 (0,0%)    | 1 (0,3%)    |
| Азијати           | 0 (0,0%)    | 1 (0,3%)    |
| Хиспаноамериканци | 5 (1,3%)    | 4 (1,1%)    |
| Укупно            | 391         | 365         |